# 馬爾康市
バルカム市（バルカム-し、馬爾康市, 'bar khams）は中国四川省アバ・チベット族チャン族自治州中部に位置する県級市。
東には鷓鴣山がありその向こうは理県である。東経101度17分から102度41分、北緯31度35分から32度24分の範囲に広がる。市の中心部のバルカム（馬爾康鎮）はアバ・チベット族チャン族自治州の人民政府の所在地でもあり、四川省西部の交通と交易の中心地でもある。

## 言語と民族
市の人口はチベット人（ギャロン・チベット人、嘉絨蔵族）が中心。この地の人々はチベット・ビルマ語派の羌語系の言語、ギャロン語（嘉絨語、rGyal-rong）の方言の一種、四土話を話す。ギャロンとは、チベットの四大聖山のひとつムルド山（ギェルモン・ムルド、Gyelmo Murdo, 墨爾多山、墨尔多山、標高5,105m）を取り巻く温和な大渡河の峡谷地帯に住む人々を指し、チベット人よりも羌族に近い人々である。

## 地理

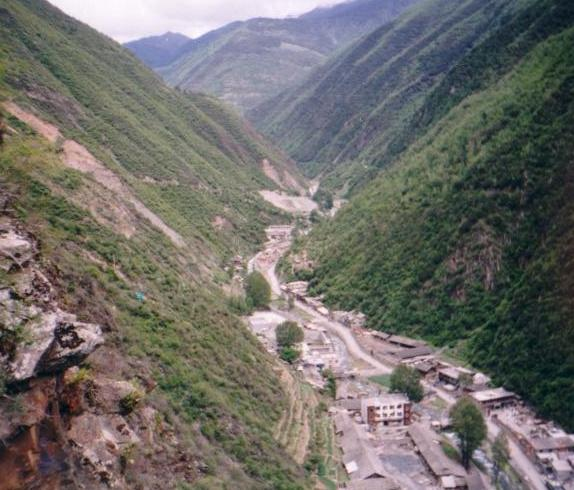
バルカムの町

バルカムはチベット高原の東部辺縁の高山峡谷地帯にあり、面積の65%を高原が、35%を高山と峡谷が占める。主な河川にはバルカムの町がある梭磨河のほかに脚木足河、茶堡河、大金河などがあり、市域内を縦横に流れ深い峡谷をなし、すべて長江の大きな支流である大渡河水系に属する。夏は涼しく冬は寒く、四季ははっきりとしている。年平均降水量は753mmで、年平均気温は8.6度。

## 歴史

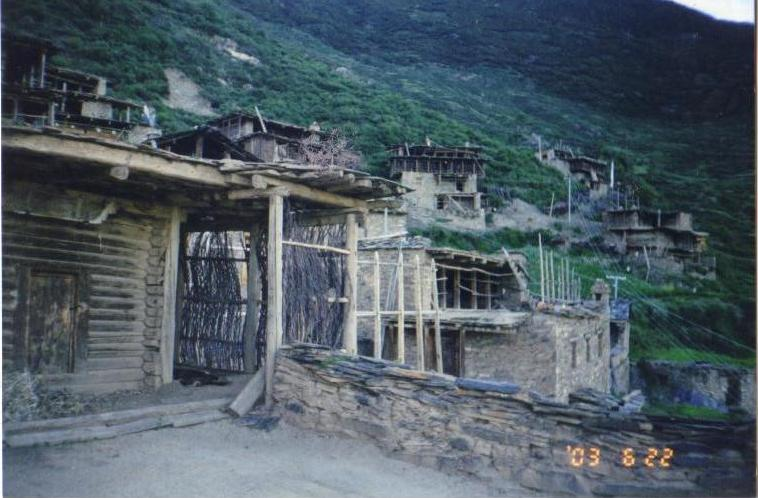
干木鳥村（馬爾康市北西の龍爾甲郷にある村）

中華人民共和国の建国以前、バルカムは卓克基・梭磨・松崗・党壩という四つの土司（少数民族の世襲の諸侯）が管轄する地域であり、このため「四土」「四土地区」と呼ばれた。バルカムとは当地の寺廟の名に由来し、「香火の旺盛な地」を意味する。1953年にバルカム弁事処が置かれ、1955年にバルカム県となった。2015年10月に県が廃止され市となった。
卓克基土司官寨は全国重点文物保護単位に指定されている大きな木造建築で、土司の官寨のうち現存する数少ないものである。卓克基の土司が住んできた立派なギャロン人の建築物で、他の土司らとの戦争に備え要塞も兼ねていた。卓克基の最後の土司である索観瀛は、長征でこの地を通った毛沢東や周恩来ら中国共産党軍の面々をもてなさせ、住ませている。放置されていた官寨は1980年代に外国人記者により価値を再発見され修復された。
直波村には、村民たちが敵の襲来に備えて建てた石の楼閣である碉楼が建つ（直波碉楼）。

## 経済
農業と林業がこの地方の中心的産業。チベットでよく食されるオオムギの一種でβグルカンの豊富な青稞、およびコムギなどが栽培される。
バルカム地方は漢方やチベット医学の薬草が豊富で、羌活、霊芝、冬虫夏草、貝母ほか1,300種類以上の薬草が採集され「四川西部の薬山」の異名を持つ。
林業では雲杉木（ドラゴントウヒ）、カバノキなどが多く、マツタケも採集される。また牧畜業も盛んで、牛や羊の皮を使った製品も製造される。

## 行政区画
| 区分 | 数 | 名称                                                           |
| ---- | -- | -------------------------------------------------------------- |
| 鎮   | 2  | バルカム 松崗                                                  |
| 郷   | 11 | 梭磨 白湾 党壩 木爾宗 脚木足 沙爾宗 龍爾甲 大蔵 康山 草登 日部 |

市政府はバルカム鎮にある。

## 交通

### 道路
高速道路
- 成汶高速道路（中国語版）

国道
- G317国道

## 健康・医療・衛生
- バルカム市人民医院